# Casa de Baião
Baião é um sobrenome com raízes toponímicas, que é usado por uma das mais antigas famílias da Nobreza de Portugal.

## Origem
O nome Baião provem de um cavaleiro chamado D. Arnaldo de Baião. Crê-se que D. Arnaldo desembarcou no agora Porto no ano de 963. Veio com os seus familiares para as Espanhas para combater os mouros e como prova da sua bravura o Rei do Reino de Castela concedeu-lhe as terras que ainda hoje se chamam Baião, um concelho no Distrito do Porto.
Alguns historiadores pensam que D. Arnaldo seria um guerreiro alemão que perdeu o seu ducado numa guerra; outros, que seria um cavaleiro de Bayonne, filho de um rei de Itália e neto de um rei de França, e que seria essa a origem do nome de Baião.
D. Arnaldo de Baião foi casado com Dª. Ufa, descendente dos reis godos, um povo germânico originário das regiões meridionais da Escandinávia. Trisavô de Egas Moniz, o Aio, dito «o Aio» do primeiro Rei de Portugal (Dom Afonso Henriques), sendo que “Baião” deriva do superlativo de “Aio”, em reconhecimento à educação passada ao então Conde de Portucale.
O seu filho D. Gozendo Arnaldo (ou Arnaldes) de Bayão deu o seu nome à povoação de Gove, Baião. Cavaleiro que serviu os reis de Castela, Dom Fernando I de Leão e Dom Garcia II da Galiza, nas guerras contra os mouros.
Dom Gosendo sucedeu a seu pai no senhorio de Baião e em muitas fazendas nas margens do Cávado, tendo sido senhor de Penaguião e governador da justiça, no ano de 1030. De seu casamento, Dom Gosendo teve Egas Gosendes de Baião, rico-homem de Dom Afonso VI de Castela, rei de Castela, figurando como confirmante nos anos de 1111 e 1112.
Em 1124, deu foral à vila de Sernancelhe. O costume das pessoas adotarem como sobrenome próprio a indicação do seu local de origem ficou comum, e como o lugar era conhecido como “Resende”, por ser uma corruptela de Gozende, foi Dom Martim Afonso de Baião - o "de Resende", reconhecidamente o primeiro cidadão a utilizar a forma "Resende" como apelido, tomando-o do lugar onde era senhor e possuidor. Dai o brasão Baião e Resende serem o mesmo.

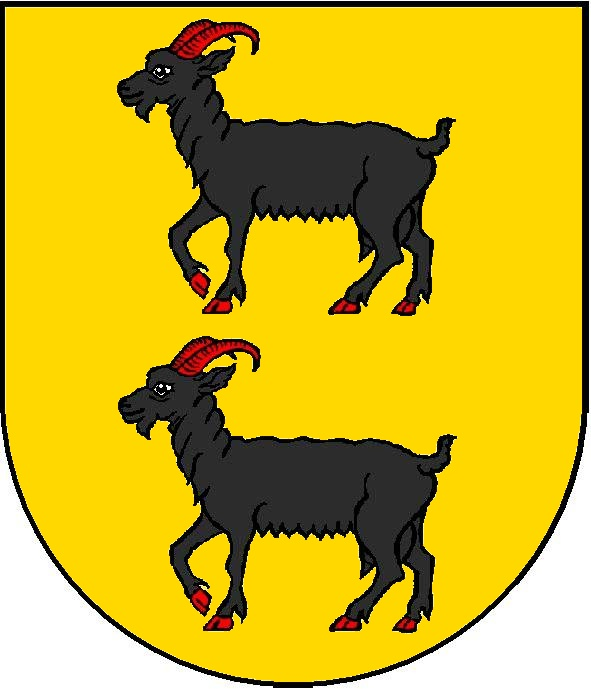

## Brasão
São duas cabras de negro em campo de ouro. Os Resendes são descendentes destes, e herdaram o Senhorio de Baião, e usaram o mesmo brasão de armas durante tempos, que ainda hoje existe em Portugal.
Num escudo, em campo douro; Duas cabras ajuntadas,
De gotas douro malhadas; Da cor que é um negro mouro; Desta mesma cor pintadas! Quem bem em nobreza entende; Achará que a de Resende; Foi grande, por sua lança; Há muitos tempos em França; Donde acha que descende. João Rodrigues de Sá | Alcaide-mor do Porto 1383-85

## Senhoresda Casa de Baião

### Casa de Baião
- Arualdo Gondesendes (fl.1020)
- Gondesendo Arualdes
- Egas Gondesendes I
- Gondesendo Viegas
- Egas Gondesendes II (?-1148)
- Ermígio Viegas
- Afonso Ermiges (1150-?)

## Genealogia dos primeiros Senhores de Baião[4][5]
- D. Arualdo Gondesendes de Baião(n. c. de 950) 
  - D. Gondesendo Arualdes de Baião
    - D. Egas Gondesendes I de Baião
      - D. Gondesendo Viegas de Baião
        - D. Egas Gondesendes II de Baião (m. c. 1148), c.c. Unisco Viegas de Ribadouro
          - D. Ermígio Viegas de Baião, c.c. D. Clara 
            - D. Afonso Ermiges de Baião (1150-?), c.c. 1) D. Teresa Pires I de Bragança 2)  D. Urraca Afonso de Ribadouro
              - 1) D. Lopo Afonso de Baião (?-1220), c.c. D. Aldara Viegas de Alvarenga
                - D. Afonso Lopes de Baião (c.1210 - 3 de maio de 1280[6] ou c.1284[7]), c.c. D. Mor Gonçalves de Sousa
                - D. Fernão Lopes de Baião (antes de 1220 - 1256)
                - D. Diogo Lopes de Baião (antes de 1220 - depois de 1278), c.c. D. Urraca Afonso de Cabreira. De uma barregã, Teresa Nunes, teve:
                  - D. Guiomar Dias de Baião (?-depois de 1311), c.c. 1) D. Fernão Rodrigues Fafes 2) D. Martim Esteves Botelho
                  - D. Afonso Dias de Baião (?-depois de 1311), c.c. ?
                    - D. Beatriz Afonso de Baião, c.c. D. Nuno Gonçalves de Aboim 2) D. Soeiro Mendes Coelho

                - D. Sancha Lopes de Baião (antes de 1220 - depois de 1256)

              - 1) D. Ponço Afonso de Baião (?-1235), c.c. D. Mor Martins de Riba de Vizela (?-depois de 1285)
                - D. Pedro Ponces de Baião (antes de 1235 - 28 de setembro de 1283[6]), c.c. D. Sancha Rodrigues de Briteiros (?-c.1295)
                - D. Estevainha Ponces de Baião (antes de 1235 - depois de 1275), c.c. D. Soeiro Pais de Valadares
                - D. Maria Ponces de Baião (antes de 1235 - ?), c.c. 1) D. Soeiro Gomes Facha?, 2)D. Rui Lopes de Mendonça
                - D. Sancha Ponces de Baião (antes de 1235 - depois de 1286), c.c. D. Rui Lopes Cocho

              - 1) D. Berengária Afonso de Baião, c.c. D. João Fernandes I de Lima
              - 1) D. Sancha Afonso de Baião
              - 2) D. Pedro Afonso de Baião, c.c. D. Maria Fernandes Quartela
                - D. Teresa Pires II de Baião, c.c. D. Garcia Fernandes de Paiva

              - 2) D. Rodrigo Afonso de Baião O Merda Assada, c.c. D. Maria Gomes da Silva
                - D. Afonso Rodrigues de Baião O Rendamor, c.c. D. Mor Pires Quartela - Baião-Resende
                - D. Maria Rodrigues de Baião, c.c. D. Paio Aires de Ambia

            - D. Constança Ermiges de Baião
            - D. Fruilhe Ermiges de Baião

          - D. João Viegas de Baião O Ranha, c.c. ?
            - D. Maria Anes de Baião, c.c. 1) D. Pedro Nunes Velho; 2) D. Egas Gabere; 3) D. Martim Viegas de Ataíde

          - D. Pedro Viegas de Baião O Pai, c.c. Maria Pires
            - D. Teresa Pires I de Baião, c.c. D. Mem Viegas de Lanhoso
            - D. Sancha Pires de Baião, c.c. D. Vasco Pires de Bragança

        - D. Mourão Gondesendes de Baião

      - D. Godinho Viegas de Baião, c.c. D. Maria Soares Velho - Baião-Azevedo
      - D. Sancha Viegas de Baião, c.c. D. Mendo Fernandes de Bragança

  - D. Guedo Arnaldes de Baião, c.c. Leodegúndia Soares
    - D. Soeiro Guedes de Baião, c.c. D. Aldonça Guterres da Silva - Baião-Velho
    - D. Trutesendo Galindes de Baião, c.c. ? - Baião-Paiva
      - D. Valida Trocosendes de Baião, c.c. D. Monio Viegas I de Ribadouro

### Linhagem Baião-Resende
- D. Afonso Rodrigues de Baião O Rendamor, c.c. D. Mor Pires Quartela
  - D. Martim Afonso de Resende (c.1230 - antes de 1304), c.c. 1) D. Constança Rodrigues de Meira 2) D. Maria Anes Coelho 3) D. Maria Rodrigues de Nomães (?-entre 1296 e 1300)
    - D. Constança Martins de Resende (antes de 1291 - antes de 1304), c.c. D. Martim Vasques Pimentel
    - D. Guiomar Martins de Resende, c.c. D. Gil Martins de Arões
    - D. Aldonça Martins de Resende (antes de 1291 - depois de 1319), abadessa de Tarouquela
    - D. Mor Martins de Resende (antes de 1292 - c. 1337), freira de Tarouquela

  - D. Rodrigo Afonso de Resende
  - D. Geraldo Afonso de Resende (antes de 1244 - 1289 ou 1290), c.c. D. Teresa Soares de Riba de Vizela
    - D. Guiomar Afonso (Geraldes) de Resende, c.c. D. Fernão Furtado de Álava

  - D. Álvaro Afonso de Resende

### Linhagem Baião-Azevedo

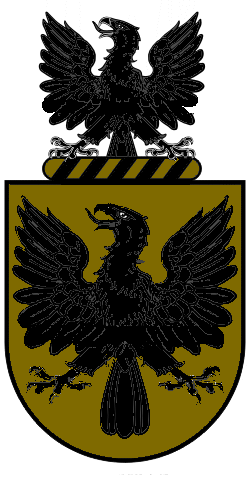
Brasão do ramo de Baião-Azevedo

- D. Godinho Viegas de Baião, c.c. D. Maria Soares Velho
  - D. Paio Godins de Azevedo (?-antes de 1108), c.c. D. Gontinha Nunes Velho (?-depois de 1108)
    - D. Nuno Pais de Azevedo O Vida, c.c. Gontinha Nunes
      - D. Gontinha Nunes de Azevedo, c.c. 1) D. Raimundo Garcia de Portocarreiro 2)  D. Gomes Ramires Carpinteiro
      - D. Ouroana Nunes de Azevedo c.c. D. Rui Gonçalves da Cunha

    - D. Soeiro Pais Rufino,
    - D. Mem Pais de Azevedo Rufino, c.c. D. Sancha Pais de Toronho Curvo
      - D. Pedro Mendes de Azevedo (c.1150-?), c.c. D. Velasquita Rodrigues de Trastâmara
        - D. Mem Pires de Azevedo
        - D. João Pires de Azevedo-Veiga, c.c. D. Teresa Martins de Berredo
          - D. Maria Anes de Veiga, c.c. D. Mem Rodrigues de Briteiros

        - D. Soeiro Pires de Azevedo (c.1180-?), c.c. D. Constança Afonso Gato
          - D. Paio Soares de Azevedo, c.c. D. Teresa Gomes Correia
            - D. Estêvão Pais de Azevedo, c.c. D. Guiomar Rodrigues de Vasconcelos
              -  ? Esteves de Azevedo
              - D. Inês Esteves de Azevedo, c.c. D. Rui Anes da Cunha
              - D. Teresa Esteves de Azevedo, c.c. D. Lourenço Gomes de Abreu

            - D. Gomes Pais de Azevedo, c.c. D. Constança Rodrigues de Vasconcelos
              - D. Diogo Gomes I de Azevedo
              - D. Rui Gomes de Azevedo (antes de 1308-antes de 1365), c.c. D. Guiomar Pires de Vila Maior
                - D. João Rodrigues de Azevedo
                - D. Diogo Rodrigues de Azevedo
                - D. Maria Rodrigues de Azevedo

              - D. Gonçalo Gomes de Azevedo, c.c. D. Mor Esteves de Évora
                - D. Mécia Gomes II de Azevedo, c.c. D. João Lourenço Escola

              - D. Leonor Gomes de Azevedo (?-depois de 1337), abadessa de Rio Tinto
              - D. Mécia Gomes I de Azevedo, c.c. D. Bartolomeu Pessanha
              - D. Teresa Gomes de Azevedo, c.c. D. Estêvão Lourenço de Arões
              - D. Maria Gomes de Azevedo
              - D. Vasco Gomes de Azevedo, c.c. ?
                - D. Gonçalo Vasques II de Azevedo, c.c. Inês Afonso de Portugal
                  - D. Álvaro Gonçalves de Azevedo, c.c. Sancha Anes de Andeiro

                - D. Teresa Vasques II de Azevedo

            - D. Vasco Pais de Azevedo, c.c. D. Maria Rodrigues de Vasconcelos
              - D. Gonçalo Vasques I de Azevedo (antes de 1329 - depois de 1357), c.c. D. Berengária Vasques da Cunha
                - D. Diogo Gonçalves de Azevedo de Castro, c.c. D. Aldonça Anes Coelho
                  - D. Lopo Dias de Azevedo, c.c. D. Joana Gomes da Silva

              - D. Rui Vasques de Azevedo (?-depois de 1341), c.c. D. Joana Vasques da Cunha
                - D. Leonor Rodrigues de Azevedo, c.c. D. João Fernandes Cogominho  2) D. Paio Rodrigues Marinho

              - D. Mécia Vasques de Azevedo, c.c. 1) D. Afonso Martins Botelho 2) D. Vasco Martins de Pimentel-Resende
              - D. Teresa Vasques I de Azevedo, freira no Mosteiro do Lorvão

            - D. Aires Pais de Azevedo, c.c. Maria Pires
              - D. Lourenço Pais (Aires) de Azevedo

          - D. João Soares de Azevedo, c.c. ?
            - D. Martim Anes de Azevedo?

          - D. Maria Soares de Azevedo, freira no Mosteiro do Lorvão ou no Mosteiro de Arouca
          - D. Sancha Soares de Azevedo, c.c. D. João Martins da Cunha
          - D. Teresa Soares de Azevedo, freira no Mosteiro de Arouca
          -  ? Soares de Azevedo, freira

        - D. Maria Pires de Azevedo, c.c. D. Rui Pais de Valadares
        - D. Fernão Pires I de Azevedo, c.c. ?
          - D. Châmoa Fernandes de Azevedo, c.c. D. Pero Gomes Barroso

        - D. Fernão Pires II de Azevedo

    - D. Dórdia Pais de Azevedo, c.c. D. Egas Moniz II de Ribadouro

### Linhagem Baião-Velho
- D. Soeiro Guedes de Baião, c.c. D. Aldonça Guterres da Silva
  - D. Nuno Soares I Velho, c.c. D. Ausenda Todereis (da Maia?)
    - D. Soeiro Nunes I Velho, c.c. Aldonça Nunes
      - D. Nuno Soares II Velho (?-depois de 1162), c.c. 1) D. Mor Pires Perna 2) D. Gontrode Fernandes de Montor
        - 1) D. Mendo Nunes Velho, c.c. ? - Baião-Velho-Barreto
        - 1) D. Pedro Nunes Velho, c.c. D. Maria Anes de Baião
          - D. Mourão Pires Velho, c.c. ? - Baião-Velho-Mourão
          - D. Fernão Pires Velho (-Tinhoso), c.c. ?
            - D. Elvira Fernandes Tinhoso, c.c. D. Paio Pires de Guimarães

          - D. Afonso Pires Velho (1210-depois de 1258), c.c. 1) D. Urraca Fernandes I de Lumiares 2) D. Maria Gonçalves da Palmeira (barregã) - Baião-Velho-Gato
          - D. Teresa Pires I Velho, c.c. 1) D. Fernão Gonçalves de Sousa 2) D. Fernão Pires I Churrichão

        - 1) D. Soeiro Nunes II Velho, c.c. D. Teresa Anes de Penela
          - D. Pedro Soares Velho O Escaldado, c.c. D. Maria Vasques Carpinteiro
            - D. João Pires I Redondo, c.c. 1) D. Gontinha Soares de Melo 2) D. Mor Pires de Pereira - Baião-Velho-Redondo
            - D. Pedro Pires Velho, c.c. 1) D. Teresa Pires de Pereira 2) Sancha Pais de Santa Logriça (barregã)
              - 1) D. Gonçalo Pires Velho, de uma freira e barregã, Sancha Gonçalves de Arga, teve bastardos:
                - D. João Gonçalves Velho (legitimado 1320), c.c. D. Teresa Fernandes Farroupim
                  - D. Inês Anes Velho, c.c. D. Lourenço Anes de Anha

                - D. Gonçalo Gonçalves Velho (legitimado 1320)
                - D. Fernão Gonçalves I Velho
                - D. Pedro Gonçalves Velho
                - D. Aires Gonçalves Velho
                - D. Nuno Gonçalves Velho (legitimado 1320)
                - D. Teresa Gonçalves Velho, c.c. D. Gonçalo Martins
                  - D. Aires Gonçalves

                - D. Martim Gonçalves Velho (legitimado 1320)

              - 1) D. Afonso Pires Velho, c.c. 1) D. Constança Afonso Alcoforado 2) uma barregã
                - 1) D. Gonçalo Afonso Velho O Sável Assado (?-antes de 1329), c.c. D. Aldonça Martins da Cunha (?-depois de 1329)
                  - D. Álvaro Gonçalves Velho
                  - D. Leonor Gonçalves Velho, c.c. D. João Lourenço Buval
                  -  ? Gonçalves Velho

                - 2) ? Afonso Velho

              - 1) D. Estêvão Pires Velho O de Ansemonde, de uma freira e barregã, Urraca Pires de Cameal, teve bastardos:
                - D. Afonso Esteves Velho O de Deucriste (legitimado 1321), c.c. D. Maria Rodrigues da Maia
                  - D. João Afonso Velho, c.c. D. Sancha Rodrigues de Jolda
                  - D. Crispim Afonso Velho
                  - D. Rui Afonso Velho
                  - D. Teresa Afonso Velho, c.c. D. Rodrigo Álvares de Aragão

              - 1) D. Inês Pires Velho, c.c. 1) D. Egas Martins de Curutelo 2) Lourenço Anes
              - 1) D. Ouroana Pires Velho, c.c. D. Fernão Martins Camelo
              - 2) D. João Pires Velho, c.c. 1) D. Marinha Soares Correia 2) (barregã) 3) Maria Pires (barregã)
                - 1) D. Martim Anes Velho, c.c. D. Guiomar Lourenço Taveira
                - 1) D. Maria Anes Velho A Moura, barregã de D. Fernão Martins Soveral
                - 1) D. Leonor Anes Velho, freira em Vairão
                - 1) D. Pedro Anes Velho
                - 2) D. Gonçalo Anes Velho (legitimado 1299), c.c.  D. Margarida Anes de Urrô
                  - D. Fernão Gonçalves II Velho, c.c. D. Maria Álvares Cabral

                - 3) D. João Anes Velho (legitimado 1310)

              - 2) D. Teresa Pires II Velho, c.c. D. Martim Godins de Lanhoso

            - D. Martim Pires Zote, c.c. 1) D. Maria Vicente de Urgeses - Baião-Velho-Zote
            - D. Pedro Pires Bravo  - Baião-Velho Bravo
            - D. Maria Pires Velho,  c.c. D. Pero Anes de Portocarreiro
            - D. Sancha Pires Velho, abadessa em Vairão

          - D. Maria Soares Velho, c.c. D. Pero Nunes Ribeiro
          - D. Mor Soares Velho, c.c. D. Paio Pires de Novais

        - 1) D. Mor Nunes Velho
        - 1) D. Urraca Nunes Velho, c.c. D. Gomes Pais da Silva
        - 1) D. Elvira Nunes Velho, c.c. 1) D. Soeiro Aires de Valadares 2) Mem d'Alaúde
        - 2) D. João Nunes de Cerveira, c.c. D. Sancha Anes de Moeiro - Baião-Velho-Cerveira

      - D. Sancha Soares Velho, c.c. D. Paio Vasques de Bravães
      - D. Gontinha Soares Velho (?-antes de 1126)

    - D. Pala Nunes Velho (antes de 1087-?), devota
    - D. Elvira Nunes Velho
    - D. Gontinha Nunes Velho, c.c. D. Paio Godins de Azevedo

  - D. Maria Soares Velho, c.c. D. Godinho Viegas de Baião
  - D. Ausindo Soares. N. em 1040, c.c. D.Goda de Lara
    - D. Afonso Ausendes Soares
    - D. Teodoredo Ausendes Soares, c.c D.Urraca de Pamplona 
      - D.Ausindo Ximeno, n. em 1115 c.c Maria Godereis de Castellone, foram os pais de D.Soeiro Ausendes, que de sua esposa D.Mor Todereis, gerou a D.Arnaldo Ximenes, herói da batalha de La Navas de Tolossa, onde faleceu em 16/07/1212; deixou de sua esposa, D.Leonor Paes, quatro filhos: D.Berenguela, D.Maria D.Ero Arnaldes III e D.Sancho Arnolfo, este último, foi o avô paterno de Soeiro Afonso Tangil, o 5º Senhor do Feudo desse nome e ascendente dos Soares de Tangil e de outro ramo dos Soares provenientes da mesma linhagem.

  - D. Ouroana Soares Velho, c.c. D. Ero Mendes de Moles
  - D. Ledegúndia Soares Velho, c.c. D. Mendo Gonçalves da Maia

#### Linhagem Baião-Velho-Barreto
- D. Mendo Nunes Velho, c.c. ?

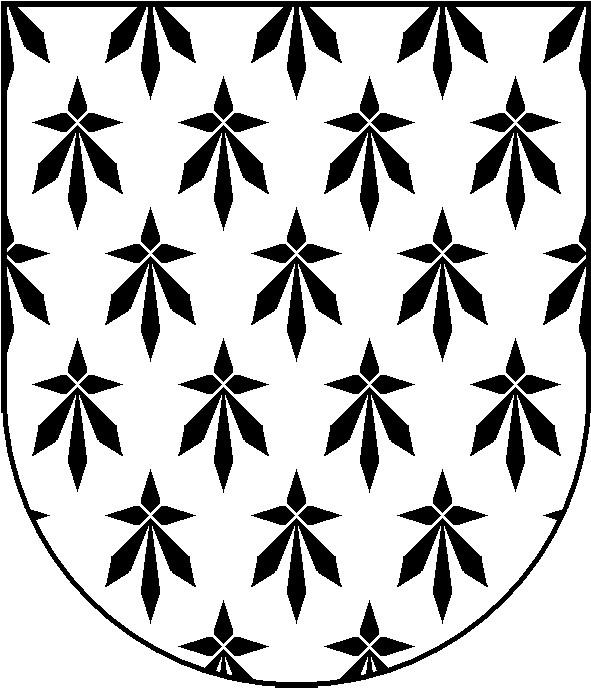
Brasão do ramo de Baião-Velho-Barreto

  - D. Gomes Mendes Barreto, c.c. D. Constança Pais Gabere
    - D. João Gomes Barreto, c.c. D. Sancha Pires de Vasconcelos
    - D. Fernão Gomes Barreto, c.c. D. Sancha Pais de Alvarenga
      - D. Martim Fernandes Barreto, c.c. D. Maria Rodrigues de Chacim
        - D. Nuno Martins Barreto, c.c. 1) D. Maria Anes da Aldeia do Alcaide 2) D. Berengária Rodrigues Raposo
          - 1) D. Berengária Nunes Barreto, c.c. D. Rui Gonçalves II Pereira
          - 2) D. Gomes Nunes Barreto
          - 2) D. Álvaro Nunes Barreto
          - 2) D. Gonçalo Nunes Barreto

        - D. Gil Martins Barreto, c.c. 1) D. Alda Rodrigues de Azambuja 2)  D. Elvira Gonçalves de Alvelos
          - D. Beatriz Gil Barreto, c.c. D. Paio Rodrigues de Novais

        - D. Afonso Martins Barreto, c.c. D. Leonor Fernandes Bugalho
        - D. Álvaro Martins Barreto, c.c. ?
        - D. Sancha Martins Barreto, c.c. D. João Pires I Portel
        - D. Constança Martins Barreto, c.c. D. Raimundo Anes Bochardo
        - D. Beatriz Martins Barreto, c.c. D. Vasco Afonso I Alcoforado

      - D. Gil Fernandes Barreto, freire na Ordem do Templo
      - D. Estêvão Fernandes Barreto, c.c. D. Joana Esteves de Santarém
        - D. João Esteves Barreto, freire na Ordem do Templo
        - D. Paio Esteves Barreto
        - D. Gomes Esteves Barreto
        - D. Fruilhe Esteves Barreto
        - D. Maria Esteves Barreto, freira em Almoster
        -  ? Esteves Barreto, freira em Santos
        - D. Constança Esteves Barreto, c.c. Egas Lourenço

      - D. João Fernandes Barreto
      - D. Estevainha Fernandes Barreto, c.c. D. Fernão Pires Barbosa
      - D. Constança Fernandes Barreto, c.c. D. Gil Fernandes Cogominho

    - D. Paio Gomes Barreto, freire na Ordem do Templo
    - D. Sancha Gomes Barreto, c.c. D. Soeiro Pires Carnes
    - D. Nuno Gomes Barreto

  - D. Sancha Mendes Barreto, c.c. D. Fernão Nunes Giela

#### Linhagem Baião-Velho-Mourão
- D. Mourão Pires Velho, c.c. ?
  - D. Gonçalo Pires Mourão, c.c.  D. Elvira Rodrigues de Valada
    - D. João Gonçalves Mourão, c.c.  D. Beatriz Afonso de Espinho
      - D. Álvaro Gonçalves Mourão

    - D. Gonçalo Gonçalves Mourão
    - D. Fernão Gonçalves Mourão, c.c. ?
      - D. Maria Fernandes Mourão, monja no Mosteiro de Arouca

  - D. Teresa Pires Mourão, c.c.  D. João Pires Marinho

#### Linhagem Baião-Velho-Gato
- D. Afonso Pires Velho (1210-depois de 1258), c.c. 1) D. Urraca Fernandes I de Lumiares 2) D. Maria Gonçalves da Palmeira (barregã)
  - 1) D. Lopo Afonso Gato (?-antes de 1279), c.c. D. Sancha Pires de Gundar (?-c.1290?)
    - D. Afonso Lopes Gato (?-depois de 1315), c.c. 1) D. Sancha Martins de Sancolmado 2) D. Maria Lourenço de Urgeses
    - D. Diogo Lopes Gato, c.c. D. Mor Pires Froião
    - D. Lopo Lopes Gato, c.c. D. Maria Anes I de Paiva
      - D. Martim Lopes II Gato
      - D. João Lopes Gato

    - D. Fernão Lopes Gato, acompanhou D. Gonçalo Mendes III de Sousa no exílio em 1262.
    - D. Guiomar Lopes Gato, c.c. 1) D. João Esteves Teixeira
    - D. Urraca Lopes Gato (?-antes de 1304)
    - D. Martim Lopes I Gato

  - 1) D. Fernão Afonso Gato (?-antes de 1279), c.c. D. Urraca Gonçalves de Portocarreiro (?-depois de 1314)
    - D. Álvaro Fernandes Gato
    - D. Rui Fernandes Gato, c.c. D. Guiomar Martins de Cambra
      - D. Maria Rodrigues Gato, 1) D. Lopo Afonso Alcoforado 2) ?

    - D. Sancha Fernandes Gato, c.c. D. João Esteves I de Tavares
    - D. Inês Fernandes Gato (antes de 1304 - depois de 1329), monja no Mosteiro de Arouca
    - D. Marinha Fernandes Gato, barregã de D. Estêvão Martins II de Alvelos
    - D. Urraca Fernandes Gato (?-depois de 1335)

  - 1) D. Teresa Afonso Gato, c.c. D. Mem Soares de Melo
  - 1) D. Constança Afonso Gato, c.c. D. Soeiro Pires de Azevedo
  - 1) D. Guiomar Afonso Gato, c.c. D. Pedro Pais de Alvarenga
  - 1) D. Mor Afonso Gato, monja no Mosteiro de Arouca
  - 2) D. Estêvão Afonso Gato, c.c. ?
    - D. Lourenço Esteves Gato, c.c. Urraca Esteves

#### Linhagem Baião-Velho-Redondo
- D. João Pires I Redondo, c.c. 1) D. Gontinha Soares de Melo 2) D. Mor Pires de Pereira
  - 1) D. Maria Anes Redondo, c.c. 1) D. Mem Pires Coronel 2) D. Gomes Pires Correia
  - 1) D. Teresa Anes Redondo, c.c. 1) D. Pedro Pires Homem
  - 1) D. Beatriz Anes Redondo, c.c. 1) D. Pero Soares Coelho 2) D. Rui Martins de Nomães
  - 1) D. Guiomar Anes I Redondo, abadessa no Mosteiro de Semide
  - 1) D. Urraca Anes Redondo, monja e prioreza no Mosteiro de Lorvão
  - 2) D. Gonçalo Anes Redondo O de Sequeira, c.c. 1) D. Teresa Esteves de Freitas 2) D. Urraca Fernandes de Andrade 3) Marinha Lourenço (barregã)
    - 2) D. Martim Gonçalves Redondo O de Sequeira (? - antes de 1329), c.c. D. Leonor Rodrigues de Melo
      - D. Senhorinha Álvares (Martins I) Redondo, c.c. D. João Gomes da Silva
      - D. Senhorinha Martins (II) Redondo, c.c. D. Aires Gomes da Silva
      - D. Mor Martins II Redondo, freira em Coimbra

    - 2) D. Nuno Gonçalves Redondo
    - 2) D. Álvaro Gonçalves Redondo O de Sequeira, c.c. D. Beatriz Fernandes de Cambra
      - D. Inês Álvares Redondo, c.c. D. Gonçalo Vasques de Moura
      - D. João Álvares Redondo

    - 2) D. Mor Gonçalves Redondo (-Sequeira), c.c. D. Afonso Rodrigues de Espinho
    - 2) D. Joana Gonçalves Redondo (?-depois de 1328), dama da casa de Isabel de Aragão
    - 2) D. Maria Gonçalves Redondo (?-depois de 1331), abadessa em Coimbra
    - 3) D. João Gonçalves Redondo (?-c.1331?) (legitimado 1316)

  - 2) D. João Anes Redondo, c.c. 1) D. Mécia Gomes da Cunha 2) D. Guiomar Lourenço Freire
    - 2) D. Lourenço Anes Redondo, c.c. D. Mor Lourenço de Arões
    - 2) D. Pedro Anes II Redondo
    - 2) D. Guiomar Anes II Redondo (antes de 1322-depois de 1347), monja no Mosteiro de Semide

  - 2) D. Pedro Anes I Redondo (antes de 1268 - antes de 1288), c.c. D. Inês Pires Galego
    - D. João Pires II Redondo, c.c. D. Maria Anes de Portocarreiro
    - D. Mor Pires Redondo, c.c. D. Álvaro Pires de Valverde

  - 2) D. Rodrigo Anes Redondo, c.c. 1) D. Mor Fernandes de Curutelo 2) Barregã
    - 1) D. Fernão Rodrigues Redondo, c.c. D. Marinha Afonso II de Arganil
    - 1) D. João Rodrigues I Redondo O de Curutelo
    - 1) D. Urraca Rodrigues Redondo, c.c. D. Paio Pires de Arganil
    - 2) D. Pedro Rodrigues Redondo, c.c. Margarida Pires
      - D. Álvaro Rodrigues Redondo
      - D. João Rodrigues II Redondo

  - 2) D. Martim Anes Redondo, c.c. 1) D. Maria Rodrigues de Jolda 2) Teresa Mendes (barregã)
    - 1) D. Martim Martins I Redondo O de Treixemil, c.c. D. Senhorinha Anes de Sandim
      - D. João Martins Redondo O de Treixemil, c.c. D. Maria Pires Carpinteiro
      - D. Aldonça Martins Redondo, Abadessa no Mosteiro de Semide

    - 1) D. Mor Martins I Redondo, c.c. D. Rui Pires de Vasconcelos
    - 1) D. Maria Martins Redondo, c.c. Gonçalo Esteves, alcaide de Bragança
    - 1) D. Alda Martins Redondo A de Treixemil, abadessa no Mosteiro de Semide
    - 1) D. Beatriz Martins Redondo, abadessa em Vitorino das Donas
    - 1) D. Guiomar Martins Redondo A de Treixemil, c.c. D. Lopo Afonso de Algães
    - 1) D. Joana Martins Redondo, c.c. D. Soeiro Pais de Aldeia Nova
    - 1) D. Margarida Martins Redondo, monja no Mosteiro de Arouca
    - 2) D. Martim Martins II Redondo (legitimado 1307)

  - 2) D. Fruilhe Anes Redondo, monja no Mosteiro de Arouca

#### Linhagem Baião-Velho-Zote
- D. Martim Pires Zote, c.c. 1) D. Maria Vicente de Urgeses 2) Ausenda Esteves (barregã)
  - 1) D. Martim Martins I Zote, c.c. D. Alda Gomes da Cunha
    - D. Martim Martins II Zote, deão na Sé de Braga
    - D. Gomes Martins Zote, freire na Ordem de Cristo
    - D. Gil Martins Zote (antes de 1305 - depois de 1339), c.c. D. Aldara Martins Alcoforado
      - D. Teresa Gil Zote, c.c. D. Vasco Martins II Pimentel

    - D. Vasco Martins Zote, c.c. D. Maria Mendes de Vasconcelos
      -  ? Vasques Zote
      -  ? Vasques Zote

    - D. Maria Martins II Zote, c.c. 1) D. Martim Martins de Barbosa 2) D. Álvaro Martins Fafes
    - D. Mor Martins Zote, c.c. D. Afonso Vasques II Pimentel
    - D. Guiomar Martins Zote, c.c. D. Fernão Fernandes de Almeida
    - D. Branca Martins Zote, freira no Mosteiro do Lorvão

  - 1) D. Maria Martins Zote, c.c. 1) D. Gil Nunes de Chacim 2)  D. Mem Rodrigues de Vasconcelos
  - 2) D. Aires Martins Zote

#### Linhagem Baião-Velho-Bravo
- D. Pedro Pires Bravo, de barregania teve bastardos:
  - D. Álvaro Pires Bravo, c.c. D. Estevainha Martins de Sequiade
    - D. Teresa Álvares Bravo, abadessa de Semide
    - D. Maria Álvares Bravo, monja em Semide

  - D. Paio Pires Bravo, c.c. ?
    -  ? Pais Bravo
    - * Pais Bravo

#### Linhagem Baião-Velho-Cerveira
- D. João Nunes de Cerveira, c.c. D. Sancha Anes de Moeiro
  - D. Pero Anes de Cerveira, c.c. D. Dórdia Raimundes de Riba de Vizela
    - D. Gil Pires de Cerveira
    - D. Afonso Pires de Cerveira, c.c. D. Teresa Pires Sarraça
      - D. João Afonso de Cerveira, c.c. D. Maria Pires Vidal
        - D. Rodrigo Anes de Cerveira, c.c. Urraca Fernandes

    - D. Gonçalo Pires de Cerveira, c.c. D. Teresa Anes de Meira
      - D. Afonso Gonçalves de Cerveira
      - D. Rui Gonçalves de Cerveira, c.c. D. Joana Martins da Silva

  - D. Gonçalo Anes de Cerveira, c.c. ?
    - D. Urraca Gonçalves de Cerveira, c.c. D. Lourenço Anes de Portocarreiro

  - D. Lourenço Anes de Cerveira, c.c. D. Maria Fernandes de Rodeiro
    - D. Rui Lourenço de Cerveira, c.c. 1) D. Maria Gomes Correia 2) ? Rodrigues Soga
      - 1) D. Pedro Rodrigues de Cerveira, c.c. D. Teresa Rodrigues de Vasconcelos
        - D. Lopo Pires de Cerveira
        - D. Maria Pires de Cerveira, c.c. D. Rui Rodrigues de Novais
        - D. Vasco Pires de Cerveira, c.c. 1) D. Maria Soares da Aldeia Nova 2) Teresa Lopes
          - 2) D. Rui Vasques de Cerveira
          - 2) D. Senhorinha Vasques de Cerveira, c.c. D. Nuno Martins de Alvarenga

      - 1) D. Aldonça Rodrigues de Cerveira, c.c. D. Fernão Anes de Meira
      - 2) D. Álvaro Rodrigues de Cerveira, c.c. D. Maria Fernandes de Rodeiro

    - D. Gomes Lourenço de Cerveira
    - D. Pedro Lourenço de Cerveira, c.c. Urraca Gonçalves
      - D. Gonçalo Pires de Cerveira, c.c. Sentil Ramires
      -  ? Pires de Cerveira, c.c. Monio Rodrigues
        -  ? Moniz

    - D. Martim Lourenço de Cerveira, c.c. ?
      - D. Estêvão Martins de Cerveira, c.c. ?

    - D. Urraca Lourenço de Cerveira, c.c. ? de Lemos

  - D. Soeiro Anes de Cerveira, c.c. D. Inês (Osores de Toledo?)
    - D. Gonçalo Soares Osores (de Cerveira), c.c. D. Marinha Soares Correia
      -  ? Gonçalves Osores (de Cerveira)
      -  ? Gonçalves Osores (de Cerveira)

    - D. João Soares Osores (de Cerveira), c.c. ?
      -  ? Anes Osores (de Cerveira)

  - D. Sancha Anes de Cerveira, c.c. D. Gil Martins de Jolda

### Linhagem Baião-Paiva

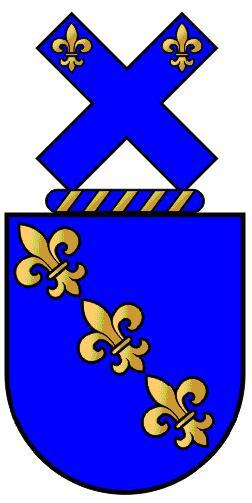
Brasão do ramo de Baião-Paiva

- D. Trutesendo Galindes de Baião, c.c. ?
  - D. Pedro Trutesendes de Baião, c.c. Toda Ermiges da Maia (antes de 1044-depois de 1071)
    - D. Paio Peres Romeu de Paiva, c.c. Godo Soares da Maia (antes de 1099 - depois de 1133)
      - D. Soeiro Pais Mouro de Paiva, c.c. Urraca Mendes de Bragança
        - D. Paio Soares Romeu de Paiva, c.c. 1) D. Sancha Henriques de Portocarreiro 2) barregã desconhecida - Baião-Paiva-Taveira
        - D. João Soares I de Paiva O Trovador, c.c. D. Maria Anes I de Riba de Vizela
          - D. Pedro Anes I de Paiva, c.c. D. Sancha Gil de Jolda
            - D. Sancha Pires de Paiva, c.c. D. Martim Anes do Vinhal
            - D. João Pires de Paiva

          - D. Rodrigo Anes de Paiva, de barregã desconhecida teve:
            - D. Lopo Rodrigues de Paiva, c.c. D. Teresa Martins Xira
              - D. Estevainha Lopes de Paiva, c.c. D. João Fernandes Pacheco

            - D. João Rodrigues I de Paiva, c.c. ?
              - D. Pedro Anes II de Paiva, c.c. Maria Anes de Santarém
                - D. Constança Pires de Paiva
                -  ? Pires
                -  ? Pires

          - D. Soeiro Anes de Paiva, c.c. D. Marinha Martins Dade
            - D. João Soares II de Paiva, c.c. Margarida de Lisboa
              - D. Clara Anes de Paiva, c.c. 1) João Rodrigues Cenoura 2) D. Afonso Pires II Ribeiro
              - D. Afonso Anes de Paiva, da barregã Teresa Anes de Cebolido, teve:
                - D. Fernão Afonso de Paiva

              - D. Gonçalo Anes de Paiva, c.c. 1) D. Aldonça Martins de Castelões 2) Teresa Fernandes, barregã
                - 1) D. Martim Gonçalves de Paiva, c.c. D. Sancha Martins de Avelar
                - 1) D. Teresa Gonçalves de Paiva, freira
                - 1) ? Gonçalves, c.c. Afonso Álvares Ribeiro
                - 2) D. Rui Gonçalves de Paiva

              - D. Maria Anes III de Paiva, freira, de uma ligação com um cavaleiro, Fernão, teve:
                - D. Guiomar Fernandes de Paiva

            - D. Paio Soares de Paiva, c.c. 1) D. Mor Gonçalves de Portocarreiro 2) D. Inês Rodrigues Ribeiro
              - 2) D. Estêvão Pais de Paiva, c.c. D. Guiomar Martins do Casal
              - 2) D. Rui Pais de Paiva, c.c. D. Sancha Pires Escacho
                - D. Teresa Rodrigues de Paiva, c.c. Álvaro Rodrigues de Leiria
                - D. Maria Rodrigues de Paiva
                - D. João Rodrigues II de Paiva

              - 2) D. Álvaro Pais de Paiva

            - D. Gomes Soares de Paiva
            - D. Vasco Soares de Paiva, freire
            - D. Constança Soares de Paiva (f.c.1317?), abadessa do Mosteiro de Lorvão

          - D. João Anes de Paiva, c.c. D. Maria Raimundes de Portocarreiro
            - D. Estevão Anes de Paiva, c.c. D. Maria Pires Dade
            - D. Maria Anes II de Paiva, c.c. D. Lopo Lopes Gato
            - D. Martim Anes de Paiva

          - D. Teresa Anes de Paiva, freira
          - D. Maria Anes I de Paiva, c.c. Nuno Soares Mouro de Paiva

        - D. Nuno Soares Mouro de Paiva, c.c. Maria Anes I de Paiva
          - D. Mourão Nunes Mouro
          - D. Aldonça Nunes Mouro, c.c. João Soares de Sardoeira

        - D. Cristina Soares de Paiva, c.c. Fernão Ramires Quartela
        - D. Teresa Soares de Paiva, c.c. Pedro Martins Alcoforado

      - D. Pedro Pais Saído de Paiva
      - D. Martim Pais Galego de Paiva
      - D. Afonso Pais de Paiva, c.c. Urraca Rabaldes (de Coimbra)
      - D. Mor Pais de Paiva

  - D. Valida Trocosendes de Baião, c.c. D. Monio Viegas I de Ribadouro

#### Linhagem Baião-Paiva-Taveira
- D. Paio Soares Romeu de Paiva, c.c. 1) D. Sancha Henriques de Portocarreiro 2) barregã desconhecida
  - 1) D. Gonçalo Pais Taveira, c.c. Maria Rodrigues Capão
    - D. Lourenço Gonçalves Taveira, c.c. Maria Anes Ervilhido
      - D. Gomes Lourenço Taveira, c.c. 1) Catarina Martins 2) barregã desconhecida
        - 1) D. Martim Gomes Taveira, c.c. Maria Lourenço de Alenquer
        - 1) D. Maria Gomes Taveira, c.c.Lopo Fernandes Pacheco
        - 2) D. Lourenço Gomes Taveira, c.c. ?
          - D. Guiomar Lourenço Taveira, c.c. D. Martim Anes Velho

      - D. Sancha Lourenço Taveira, c.c. D. João Lopes de Ulhoa
      - D. Inês Lourenço Taveira, c.c. D. Rui Pires de Folhente
      - D. Maria Lourenço Taveira, freira

    - D. Rui Gonçalves Taveira, c.c. Urraca Vicente da Lourinhã
      - D. Vicente Rodrigues Taveira, c.c. D. Sancha Martins Correia

    - D. Martim Gonçalves Taveira O Velho
    - D. Elvira Gonçalves Taveira, c.c. D. João Pires Correia
    - D. Sancha Gonçalves Taveira, c.c. D. Ourigo Anes da Nóbrega
    - D. Maria Gonçalves Taveira, freira

  - 1) D. Rui Pais Taveira
  - 2) D. Afonso Pais Taveira - Baião-Paiva-Taveira-Rebotim

##### Linhagem Baião-Paiva-Taveira-Rebotim
- D. Afonso Pais Taveira, de barregã desconhecida, teve:
  - D. Pedro Afonso Rebotim, c.c. D. Teresa Ermiges da Teixeira
    - D. Rui Pires Rebotim, c.c. 1) D. Maria Martins de Chacim 2) Maria Martins de Condeixa
      - 1) D. Mem Rodrigues Rebotim, c.c. D. Estevainha Pires de Alvarenga
        - D. Martim Mendes Rebotim

      - 1) D. Aldonça Rodrigues Rebotim, c.c. João Pires de Lobrigos
      - 2) D. João Rodrigues Rebotim, c.c. 1) Constança Esteves Degarei 2) Mor Lourenço, barregã
        - 1) D. Martim Anes Rebotim, c.c. ? Anes Homem
        - 1) D. João Anes Rebotim

      - 2) D. Martim Rodrigues Rebotim
      - 2) D. Maria Rodrigues Rebotim, c.c. D. Fernão Esteves Branco